# CONCACAF Caribbean Club Shield 2023
El Caribbean Club Shield 2023 fue la cuarta edición de la Concacaf Caribbean Club Shield. Fue la primera ocasión en la que no participan únicamente equipos de las ligas no profesionales de la Unión de Fútbol del Caribe, sino también equipos de las ligas profesionales: República Dominicana y Trinidad y Tobago.
El certamen dio inicio el 3 de agosto de 2023 y sus dos finalistas clasificaron a la Copa Caribeña de la Concacaf 2023.

## Equipos participantes
Waterhouse Football Club de Jamaica abandonó el torneo.
| País                               | Equipo                 | Método de clasificación                                                  |
| Ligas profesionales                | Ligas profesionales    | Ligas profesionales                                                      |
| ---------------------------------- | ---------------------- | ------------------------------------------------------------------------ |
| República Dominicana               | O&M                    | Segundo mejor ubicado de la Liga Dominicana de Fútbol 2022               |
| Trinidad y Tobago                  | Sando                  | Tercer lugar de la TT Premier Football League 2023 al 2 de junio de 2023 |
| Ligas semiprofesionales y amateurs |                        |                                                                          |
| San Cristóbal y Nieves             | St Paul's United       | Campeón de la Superliga 2021                                             |
| Aruba                              | Dakota                 | Campeón de la Primera División 2021-22                                   |
| Curazao                            | Jong Holland           | Campeón de la Sekshon Pagá 2022                                          |
| Dominica                           | Sagicor South East     | Representante del Campeonato de fútbol de Dominica                       |
| Guadalupe                          | Solidarité Scolaire    | Campeón de la División de Honor 2022                                     |
| Guayana Francesa                   | Étoile de Matoury      | Mejor equipo del Campeonato Nacional 2021-22                             |
| Islas Caimán                       | Scholars International | Campeón de la CIFA Premier League 2022                                   |
| Islas Turcas y Caicos              | Sharks                 | Campeón de la WIV Premier League 2022                                    |
| Martinica                          | Golden Lion            | Campeón del Campeonato Nacional 2021-22                                  |
| Puerto Rico                        | Metropolitan           | Campeón de la Liga Puerto Rico 2022                                      |
| San Martín                         | Junior Stars           | Campeón del Campeonato de San Martín 2021-22                             |
| Santa Lucía                        | B1                     | Campeón de la Primera División 2022                                      |
| Surinam                            | Robinhood              | Campeón de la SVB Eerste Divisie 2022                                    |

## Fase de grupos
- Los horarios corresponden a la hora local de San Cristóbal y Nieves (UTC-4).[6]

### Grupo A
| Pos. | Equipo           | Pts. | PJ | G | E | P | GF | GC | Dif. | Clasificación |
| ---- | ---------------- | ---- | -- | - | - | - | -- | -- | ---- | ------------- |
| 1    | Metropolitan     | 9    | 3  | 3 | 0 | 0 | 7  | 0  | +7   | Semifinales   |
| 2    | Jong Holland     | 6    | 3  | 2 | 0 | 1 | 4  | 4  | 0    |               |
| 3    | St Paul's United | 1    | 3  | 0 | 1 | 2 | 2  | 5  | −3   |               |
| 4    | Junior Stars     | 1    | 3  | 0 | 1 | 2 | 2  | 6  | −4   |               |

 Fuente: Concacaf
| 3 de agosto | Junior Stars    | 1:2 (1:0) | Jong Holland              | Warner Park Football Stadium, Basseterre |  |
| 17:00       | Bellechasse 24' | Reporte   | - Roosje 45+2' - Rosa 71' |                                          |  |

| 3 de agosto | St Paul's United | 0:2 (0:0) | Metropolitan              | SKNFA Technical Centre, Basseterre |  |
| 19:45       |                  | Reporte   | - Soriano 55' - Ramos 61' |                                    |  |

| 5 de agosto | Junior Stars | 0:3 (0:1) | Metropolitan                | SKNFA Technical Centre, Basseterre |  |
| 17:00       |              | Reporte   | - López 41', 68' - Díaz 53' |                                    |  |

| 5 de agosto | St Paul's United | 1:2 (1:0) | Jong Holland           | SKNFA Technical Centre, Basseterre |  |
| 19:45       | Phipps 44'       | Reporte   | - Derks 53' - Rosa 58' |                                    |  |

| 7 de agosto | Jong Holland | 0:2 (0:1) | Metropolitan                | Warner Park Football Stadium, Basseterre |  |
| 17:00       |              | Reporte   | - Soriano 29' - Ramos 90+3' |                                          |  |

| 7 de agosto | St Paul's United | 1:1 (0:0) | Junior Stars    | SKNFA Technical Centre, Basseterre |  |
| 19:45       | Clarke 3'        | Reporte   | Bellechasse 66' |                                    |  |

### Grupo B
| Pos. | Equipo                 | Pts. | PJ | G | E | P | GF | GC | Dif. | Clasificación |
| ---- | ---------------------- | ---- | -- | - | - | - | -- | -- | ---- | ------------- |
| 1    | Golden Lion            | 6    | 2  | 2 | 0 | 0 | 15 | 1  | +14  | Semifinales   |
| 2    | Scholars International | 3    | 2  | 1 | 0 | 1 | 2  | 4  | −2   |               |
| 3    | South East             | 0    | 2  | 0 | 0 | 2 | 1  | 13 | −12  |               |

 Fuente: Concacaf
| 3 de agosto | South East | 0:2 (0:1) | Scholars International  | SKNFA Technical Centre, Basseterre |  |
| 17:00       |            | Reporte   | - García 21' - Finn 69' |                                    |  |

| 5 de agosto | South East | 1:11 (0:5) | Golden Lion | Warner Park Football Stadium, Basseterre |  |
| 17:00       | Prince 23' | Reporte    | - Singama 9' - Catherine 33' - Parsemain 45+3', 50' (pen.) - Lamasine 60', 76', 79' - Faucher 68', 82', 90' - Boriel 70' |                                          |  |

| 7 de agosto | Scholars International | 0:4 (0:2) | Golden Lion                                   | SKNFA Technical Centre, Basseterre |  |
| 17:00       |                        | Reporte   | - Boriel 8' - Lamasine 62', 79' - Faucher 90' |                                    |  |

### Grupo C
| Pos. | Equipo            | Pts. | PJ | G | E | P | GF | GC | Dif. | Clasificación |
| ---- | ----------------- | ---- | -- | - | - | - | -- | -- | ---- | ------------- |
| 1    | Robinhood         | 9    | 3  | 3 | 0 | 0 | 11 | 3  | +8   | Semifinales   |
| 2    | Étoile de Matoury | 6    | 3  | 2 | 0 | 1 | 8  | 5  | +3   |               |
| 3    | O&M               | 3    | 3  | 1 | 0 | 2 | 10 | 6  | +4   |               |
| 4    | B1                | 0    | 3  | 0 | 0 | 3 | 2  | 17 | −15  |               |

 Fuente: Concacaf
| 4 de agosto | B1 | 0:4 (0:0) | Étoile de Matoury                                | SKNFA Technical Centre, Basseterre |  |
| 17:00       |    | Reporte   | - Soga 5' - Benice 8' - Andrews 36' - Galimo 44' |                                    |  |

| 4 de agosto | O&M          | 1:2 (1:0) | Robinhood      | SKNFA Technical Centre, Basseterre |  |
| 19:45       | Jamesley 71' | Reporte   | Cairo 65', 73' |                                    |  |

| 6 de agosto | O&M          | 1:2 (0:0) | Étoile de Matoury      | Warner Park Football Stadium, Basseterre |  |
| 14:15       | Jamesley 20' | Reporte   | - Soga 23' - Haabo 80' |                                          |  |

| 6 de agosto | B1 | 0:5 (0:2) | Robinhood                                               | Warner Park Football Stadium, Basseterre |  |
| 17:00       |    | Reporte   | - Rosebel 21' - Cairo 35', 45' - Don 74' - Da Silva 86' |                                          |  |

| 8 de agosto | Étoile de Matoury     | 2:4 (1:1) | Robinhood                                     | Warner Park Football Stadium, Basseterre |  |
| 17:00       | Haabo 21', 71' (pen.) | Reporte   | - Rigters 16', 33' - Cairo 47' - Da Silva 88' |                                          |  |

| 8 de agosto | O&M                                                                             | 8:2 (4:0) | B1                               | SKNFA Technical Centre, Basseterre |  |
| 19:45       | - Jamesley 10', 57', 60', 76' - Hernández 21' - Paredes 26' - Guerrero 55', 63' | Reporte   | - Remy 79' (pen.) - St. Ange 90' |                                    |  |

### Grupo D
| Pos. | Equipo              | Pts. | PJ | G | E | P | GF | GC | Dif. | Clasificación |
| ---- | ------------------- | ---- | -- | - | - | - | -- | -- | ---- | ------------- |
| 1    | Sando               | 9    | 3  | 3 | 0 | 0 | 16 | 0  | +16  | Semifinales   |
| 2    | Dakota              | 6    | 3  | 2 | 0 | 1 | 3  | 3  | 0    |               |
| 3    | Solidarité Scolaire | 1    | 3  | 0 | 1 | 2 | 1  | 6  | −5   |               |
| 4    | Sharks              | 1    | 3  | 0 | 1 | 2 | 1  | 12 | −11  |               |

 Fuente: Concacaf
| 4 de agosto | Dakota                       | 2:0 (0:0) | Sharks | Warner Park Football Stadium, Basseterre |  |
| 14:15       | - Peña 40' - R. de Sousa 55' | Reporte   |        |                                          |  |

| 4 de agosto | Sando                                        | 4:0 (2:0) | Solidarité Scolaire | Warner Park Football Stadium, Basseterre |  |
| 17:00       | - Corbin 51' - Kesar 69', 79' - Thompson 87' | Reporte   |                     |                                          |  |

| 6 de agosto | Sando                                                                                | 9:0 (3:0) | Sharks | SKNFA Technical Centre, Basseterre |  |
| 17:00       | - Dillon 17', 19', 41' - Forbes 34' - Gill 45+2', 64', 90' - Kesar 47' - Phillip 55' | Reporte   |        |                                    |  |

| 6 de agosto | Dakota    | 1:0 (0:0) | Solidarité Scolaire | SKNFA Technical Centre, Basseterre |  |
| 19:45       | Marte 61' | Reporte   |                     |                                    |  |

| 8 de agosto | Sharks     | 1:1 (1:1) | Solidarité Scolaire | Warner Park Football Stadium, Basseterre |  |
| 14:15       | Louisy 20' | Reporte   | Foggea 4'           |                                          |  |

| 8 de agosto | Sando                                      | 3:0 (1:0) | Dakota | SKNFA Technical Centre, Basseterre |  |
| 17:00       | - Williams 12' - Dillon 61' - Thompson 82' | Reporte   |        |                                    |  |

## Fase final
- Los horarios corresponden a la hora local de San Cristóbal y Nieves (UTC-4).

### Cuadro de desarrollo
|  | Semifinales               | Semifinales               |   |                           | Final                     | Final |  |
|  |                           |                           |   |                           |                           |       |  |
|  | 11 de agosto - Basseterre |                           |   |                           |                           |       |  |
|  | Robinhood                 | 5                         |   |                           |                           |       |  |
|  | Metropolitan              | 0                         |   |                           |                           |       |  |
|  |                           |                           |   |                           |                           |       |  |
|  |                           |                           |   |                           | 13 de agosto - Basseterre |       |  |
|  |                           |                           |   |                           | Robinhood                 | 5     |  |
|  |                           | Golden Lion               | 1 |                           |                           |       |  |
|  |                           |                           |   |                           |                           |       |  |
|  |                           |                           |   |                           |                           |       |  |
|  |                           |                           |   |                           | Tercer lugar              |       |  |
|  | 11 de agosto - Basseterre | 11 de agosto - Basseterre |   | 13 de agosto - Basseterre | 13 de agosto - Basseterre |       |  |
|  | Sando                     | 1                         |   | Metropolitan              | 1                         |       |  |
|  | Golden Lion               | 2                         |   |                           | Sando                     | 6     |  |

### Semifinales
| 11 de agosto | Robinhood                                               | 5:0 (2:0) | Metropolitan | SKNFA Technical Centre, Basseterre |  |
| 16:00        | - Cairo 41', 72', 75' - Andro 45' - Da Silva 69' (pen.) | Reporte   |              |                                    |  |

| 11 de agosto | Sando     | 1:2 (1:1) | Golden Lion                    | SKNFA Technical Centre, Basseterre |  |
| 19:00        | Jones 45' | Reporte   | - Bellance 12' - Parsemain 24' |                                    |  |

### Partido por el tercer puesto
| 13 de agosto | Metropolitan | 1:6 (1:3) | Sando                                                         | SKNFA Technical Centre, Basseterre |  |
| 16:00        | Ferrer 39'   | Reporte   | - Phillip 11' - Thomas 32' - Kesar 45' - Dillon 66', 68', 89' |                                    |  |

### Final
| 13 de agosto | Robinhood                                                     | 5:1 (3:0) | Golden Lion  | SKNFA Technical Centre, Basseterre |  |
| 19:00        | - Andro 26' - Cairo 37', 39' - Rigters 72' - Adipi 77' (pen.) | Reporte   | Lamasine 68' |                                    |  |

|                              |
| Bandera de Surinam           |
| Campeón Robinhood 2.º título |

## Máximos goleadores
| #  | Futbolista                           | Equipo                               | J1                                   | J2                                   | J3                                   | SF                                   | 3º                                   | F                                    | Total |
| -- | ------------------------------------ | ------------------------------------ | ------------------------------------ | ------------------------------------ | ------------------------------------ | ------------------------------------ | ------------------------------------ | ------------------------------------ | ----- |
| 1  | Shaquille Cairo                      | Robinhood                            | 2                                    | 2                                    | 1                                    | 3                                    |                                      | 2                                    | 10    |
| 2  | Nicholas Dillon                      | Club Sando                           |                                      | 3                                    | 1                                    |                                      | 3                                    |                                      | 7     |
| 3  | Daniel Jamesley                      | O&M                                  | 1                                    | 1                                    | 4                                    |                                      |                                      |                                      | 6     |
| 3  | Alvyn Lamasine                       | Golden Lion                          |                                      | 3                                    | 2                                    |                                      |                                      | 1                                    | 6     |
| 5  | Kenterly Faucher                     | Golden Lion                          |                                      | 3                                    | 1                                    |                                      |                                      |                                      | 4     |
| 5  | Ezekiel Kesar                        | Club Sando                           | 2                                    | 1                                    |                                      |                                      | 1                                    |                                      | 4     |
| 7  | Carlos Da Silva                      | Robinhood                            |                                      | 1                                    | 1                                    | 1                                    |                                      |                                      | 3     |
| 7  | Real Gill                            | Club Sando                           |                                      | 3                                    |                                      |                                      |                                      |                                      | 3     |
| 7  | Cerezo Haabo                         | Étoile Matoury                       |                                      | 1                                    | 2                                    |                                      |                                      |                                      | 3     |
| 7  | Kévin Parsemain                      | Golden Lion                          |                                      | 2                                    |                                      | 1                                    |                                      |                                      | 3     |
| 7  | Jamilhio Rigters                     | Robinhood                            |                                      |                                      | 2                                    |                                      |                                      | 1                                    | 3     |
| 12 | 11 futbolistas empatados con 2 goles | 11 futbolistas empatados con 2 goles | 11 futbolistas empatados con 2 goles | 11 futbolistas empatados con 2 goles | 11 futbolistas empatados con 2 goles | 11 futbolistas empatados con 2 goles | 11 futbolistas empatados con 2 goles | 11 futbolistas empatados con 2 goles | 2     |